# The Way of All Flesh
The Way of All Flesh (з англ. — «Шлях всього живого») — четвертий студійний альбом метал-гурту Gojira, виданий 14 жовтня 2008 року лейблом Listenable Records. Загальна тривалість композицій встановлює 75:07. Альбом відносять до таких напрямків, як дез-метал, треш-метал, ґрув-метал, прогресивний метал.

## Список композицій
Автор слів Джо Дуплантьє, за виключенням сьомого треку (написаного разом з Ренді Блайтом), автор музики Джо Дуплантьє і Маріо Дуплантьє, за виключенням сьомого треку (написаного разом з Крістіаном Андрю). 
| #     | Назва                                        | Тривалість |
| ----- | -------------------------------------------- | ---------- |
| 1.    | «Oroborus»                                   | 5:21       |
| 2.    | «Toxic Garbage Island»                       | 4:06       |
| 3.    | «A Sight to Behold»                          | 5:09       |
| 4.    | «Yama's Messengers»                          | 4:03       |
| 5.    | «The Silver Cord» (інструментальна)          | 2:31       |
| 6.    | «All the Tears»                              | 3:40       |
| 7.    | «Adoration for None» (за участі Ренді Блайт) | 6:19       |
| 8.    | «The Art of Dying»                           | 9:54       |
| 9.    | «Esoteric Surgery»                           | 5:44       |
| 10.   | «Vacuity»                                    | 4:51       |
| 11.   | «Wolf Down the Earth»                        | 6:25       |
| 12.   | «The Way of All Flesh»                       | 17:03      |
| 66:52 |                                              |            |